# Claire Rushbrook
Claire Louise Rushbrook, född 25 augusti 1971 i Hitchin i Hertfordshire, är en brittisk skådespelare. Rushbrook är känd för sina roller i Hemligheter och lögner, Whitechapel, My Mad Fat Diary och Home fires.

## Filmografi i urval
- 1996 – Hemligheter och lögner
- 1997 – Spice World
- 1997 – I ondskans närhet (TV-serie)
- 1999 – Spaced (TV-serie)
- 2002 – The Stretford Wives (TV-film)
- 2003 – A Changed Man (kortfilm)
- 2004–2005 – Carrie & Barry (TV-serie)
- 2006 – Doctor Who (TV-serie)
- 2009-2013 – Whitechapel (TV-serie)
- 2010 – Agatha Christie's Marple (TV-serie)
- 2011 – Great Expectations (TV-serie)
- 2013–2015 – My Mad Fat Diary (TV-serie)
- 2015–2016 – Home fires (TV-serie)
- 2017 – Black Mirror (TV-serie)
- 2018 – En kvinnas fall (TV-serie)
- 2018 – The Split (TV-serie)
- 2022 – Sherwood (TV-serie)